# Impruneta
Impruneta és una ciutat i comune de la ciutat metropolitana de Florència, a la regió italiana de la Toscana. Es troba a 14 km al sud de Florència. Tenia una població de 14.618 habitants l'1 de gener de 2018.

## Llocs d'interès
- Santuari de Santa Maria

La basílica data del 1060. Probablement es troba sobre un antic lloc devocional de les civilitzacions etrusques (segle VI aC). Va ser un lloc important de pelegrinatge durant l'edat mitjana.
La basílica va ser bombardejada durant la Segona Guerra Mundial i ara es poden veure algunes de les decoracions originals. La façana està precedida d'un pòrtic de Gherardo Silvani (1634), construït pels florentins com a vot per l'alliberament de la pesta i per un campanar del segle xiii. L'interior té una única nau.
Les obres d'art inclouen una "Nativitat" de Domenico Passignano i una "Vocació de Sant Pere" de Jacopo da Empoli. El presbiteri està flanquejat per dos nínxols de Michelozzo, decorat per Luca della Robbia, que allotja les relíquies de la Santa Creu i la imatge de Madonna a la qual es consagra el santuari i que, segons la tradició, estava pintada pel mateix Sant Lluc Evangelista.
El museu connectat a la basílica alberga una de les peces més antigues de patchwork europeu, l'anomenat "coixí d'Impruneta", que data de finals del segle xiv o principis del XV. El coixí va pertànyer al bisbe Antonio degli Agli, sacerdot a càrrec de Santa Maria dell'Impruneta des de 1439 fins a la seva mort el 1477, i va ser trobat a la seva tomba després que l'església va ser danyada per un bombardeig aliat el 1944. La imatge actual de la Madonna és una restauració de 1758 feta per Ignazio Hugford.
- Església de San Lorenzo alle Rose

## Ciutats agermanades
- Prachatice, República Txeca
- Bellerive-sur-Allier, França
- Hadamar, Alemanya
- Pruszków, Polònia